# Diplazium zeylanicum
Diplazium zeylanicum là một loài thực vật có mạch trong họ Woodsiaceae. Loài này được (Hook.) T. Moore miêu tả khoa học đầu tiên năm 1862.